# Mitsubishi Paper Mills
Mitsubishi Paper Mills Limited (三菱製紙株式会社 Mitsubishi Seishi Kabushiki-kaisha?) é uma companhia de papel e celulose japonesa, sediada em Tóquio, subsidiaria ao grupo Mitsubishi.

## História
A companhia foi estabelecida em 1898.